# David Garrick (film 1908)
David Garrick è un cortometraggio muto del 1908. Il nome del regista non viene riportato nei credit. Fu il primo dei numerosi film dedicati alla figura di David Garrick, colui che viene considerato il più grande attore teatrale inglese. Vissuto nel Settecento, Garrick - che qui è interpretato da Henry E. Dixey - fu anche commediografo e impresario teatrale.

## Produzione
Il film fu prodotto dalla Essanay Film Manufacturing Company.

## Distribuzione
Distribuito dalla Essanay, il film - un cortometraggio di una bobina - uscì nelle sale cinematografiche statunitensi il 4 novembre 1908.